# Tir de contrebatterie

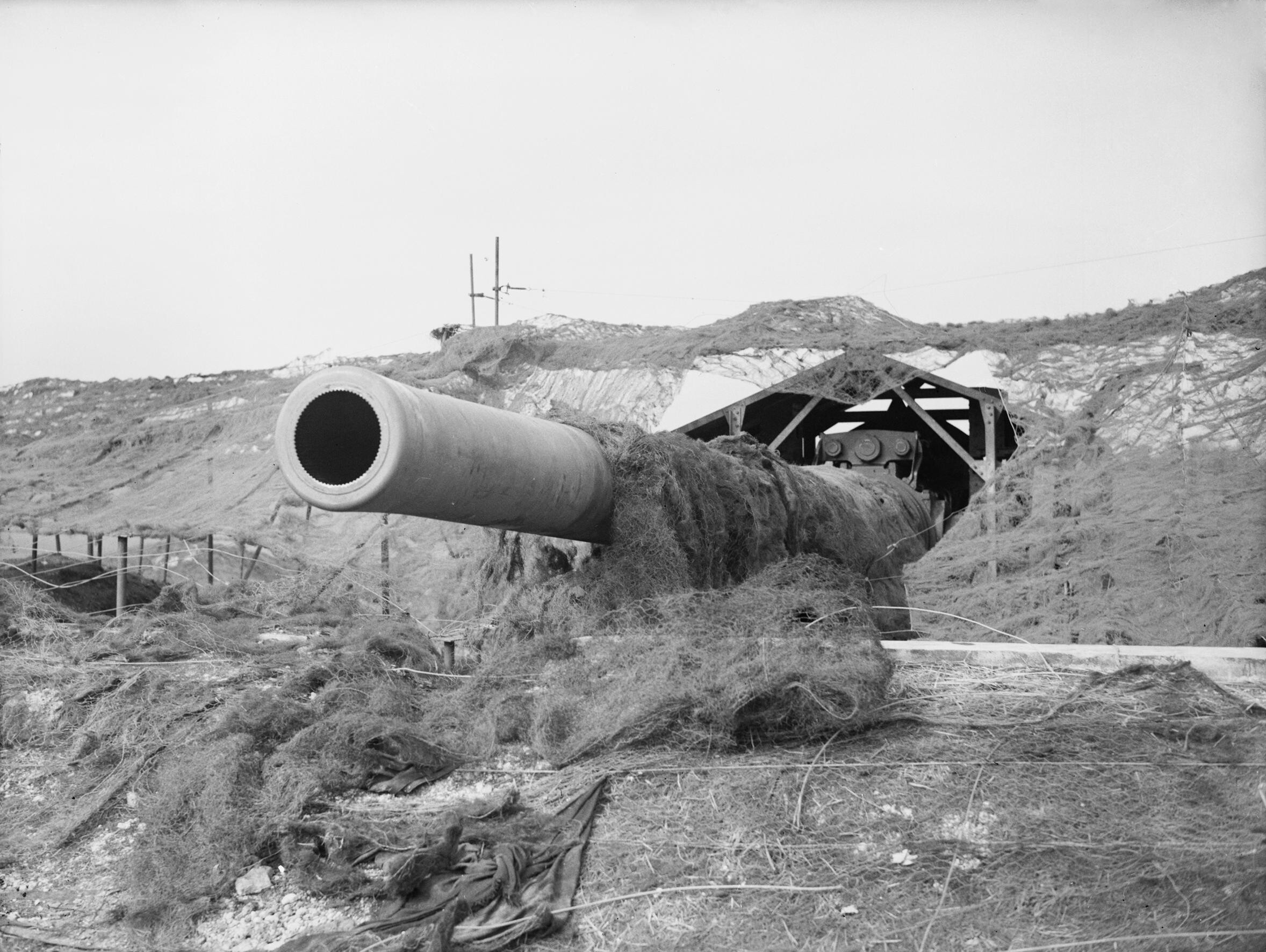
Winnie, un canon de 14 pouces utilisé en tir de contrebatterie face aux canons allemands croisant dans la Manche pendant la Seconde Guerre mondiale.

Un tir de contrebatterie consiste en un tir dirigé contre les batteries d'artillerie de l'ennemi dans le but de les neutraliser,.

## Histoire
Les moyens de détection des batteries adverses émergent lors de la Première Guerre mondiale alors que la portée des canons dépasse la portée visuelle. Au début, le repérage par le son est utilisé, mais cette méthode est surtout pertinente pour les obus allant moins vite que le son.
En 1915, des microphones enregistrant les infra-sons permettent de détecter la position des canons par l'analyse du bruit causé par le tir, ou « onde de bouche ». Ce bruit n'a pas la même fréquence que celui de l'atterrissage des obus, ou « onde de choc ». De 1915 à 1917 le repérage des batteries se généralise.
Pendant la Seconde Guerre mondiale, le pointage des tirs de contre-batterie se fait principalement au son. Selon les données du 7e corps d'armée des États-Unis sur la dernière année de guerre, 51,5 % des tirs de contre-batterie sont dirigés par la détection sonore.